# Jaume Radigales
Jaume Radigales Babí (Barcelona, 1969) es un historiador del arte, crítico musical, investigador y profesor universitario español.

## Biografía
Jaume Radigales es doctor en Historia de Arte por la Universidad de Barcelona. Es profesor titular en la Facultad de Comunicación y Relaciones Internacionales Blanquerna de la Universidad Ramon Llull, donde imparte las asignaturas de Estética, Cine de Vanguardia y de Música y Audiovisual, y también profesor asociado del Departamento de Historia del Arte de la Universidad de Barcelona.
Considerado un especialista operístico, sus áreas de investigación se centran en torno a «la estética y la interacción entre el lenguaje musical y el audiovisual». Colabora asiduamente con Catalunya Música, donde realiza el programa Una tarda a l’òpera, además de presentar transmisiones operísticas en directo desde el Gran Teatro del Liceo. Ha sido crítico musical de la revista Ritmo y de La Vanguardia. Es autor, entre otros libros, de El pensament musical de Joan Maragall (1995), Els orígens del Gran Teatre del Liceu (1998), L'òpera. Música, teatre, espectacle (1999), Luchino Visconti. Muerte en Venecia (2001), Sobre la música. Reflexions a l’entorn de la música i l’audiovisual (2002), Victòria dels Àngels. Una vida pel cant. Un cant a la vida (2003), Del Walhalla a Jerusalem. Wagner i la política (2005), Mozart a Barcelona. Recepció operística (1798-2006) (2006), La música en el cine  (2008), De Plató a Lady Gaga. Estètica i Comunicació de masses (2011, con Marta Marín) y Una tarda a l’òpera (2015). Ha editado y coordinado los libros Músiques per a la mort (2000) y (Des)acords. Música i músiques als Països Catalans (2009).